# Yvette Guilbert
Emma Laure Esther Guilbert (Parijs, 20 januari 1865 – Aix-en-Provence, 2 februari 1944) artiestennaam Yvette Guilbert, was een Franse zangeres, tekstdichter, schrijfster, componiste, actrice en regisseur tijdens de belle époque.

## Biografie

### Jeugdjaren
Emma Laure Esther Guilbert werd geboren in de rue du Temple in Parijs, als dochter van Hippolyte Guilbert, boekhouder afkomstig uit Saint-Lô in Normandië en van Albine Hermance Julie, Lubrez, een hoedenmaakster van Vlaamse afkomst.
Volgens haar memoires zijn haar eerste jaren als kind jaren van armoede honger en miserie. Als ze zes geworden is gaat ze voor twee jaar logeren bij haar grootouders in Normandië en dat zijn de eerste mooie jaren in haar leven. Van haar acht tot twaalf wordt ze op kostschool geplaatst omdat haar moeder met een nieuw model hoed veel succes had bij de grote magazijnen en een modistenatelier had opgezet om aan de bestellingen te kunnen voldoen. Het succes was echter van korte duur en op haar twaalf verlaat ze de school om haar moeder te helpen die ondertussen was overgeschakeld op het naaien van met parels versierde kleding en borduurwerk. Als zestienjarige vond ze een betrekking als mannequin bij de couturier Hentennart en zes maand later werd ze verkoopster bij het grootwarenhuis Au Printemps waar ze acht maand bleef en dan om gezondheidsredenen ontslag nam.

### Begin van haar carrière

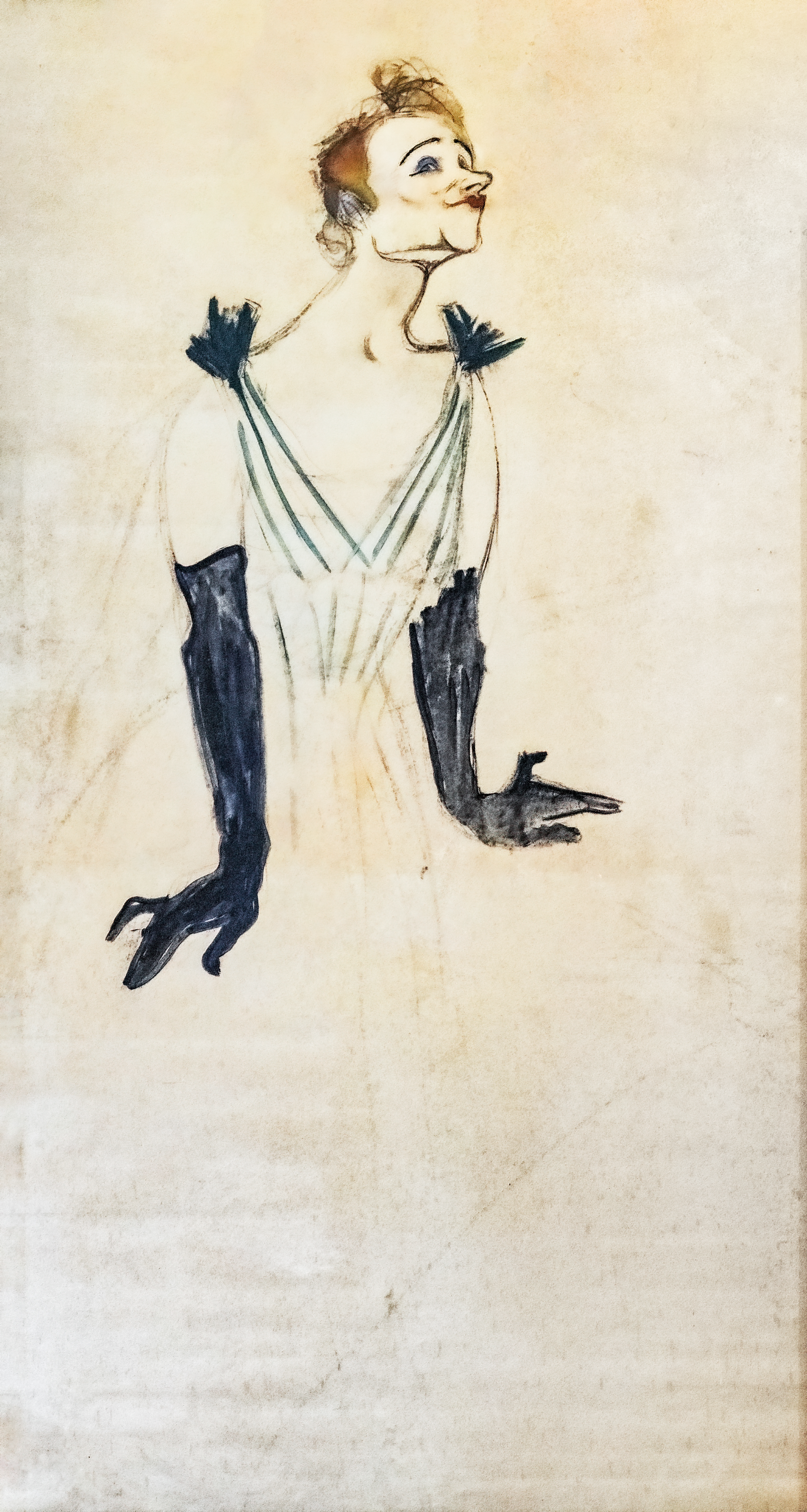
Henri de Toulouse-Lautrec, Yvette Guilbert

In 1885 ontmoette ze bij toeval Charles Zidler, oprichter en directeur van de Hippodrome au pont de l'Alma, het café chantant van de Jardin de Paris. Later zou hij ook nog de Moulin Rouge en het théâtre de l’Olympia oprichten. Dankzij hem ontmoette ze Edmond Stoullig op wiens initiatief ze toneellessen ging volgen bij Joseph Landrol in 1886. Ze debuteerde aan de Bouffes du Nord en speelde in 1887 in het Théâtre Cluny en in de Nouveautés, maar zonder veel succes. Ze besloot daarop om zich op het chanson toe te leggen. Het was bij die eerste optredens dat ze haar artiestennaam Yvette Guilbert ging gebruiken.

Haar eerste optreden als zangeres volgde in 1889 in de Eldorado zonder succes en dat had ze evenmin in de Eden-concert. Ze was niet gelukkig met de teksten die men haar liet zingen en ze ging zelf op zoek naar nieuwe teksten. Ze leerde Léon Xanrof (Léon Fourneau) kennen en bracht enkele van zijn chansons tijdens een optreden in Luik in 1890. Terug in Parijs trad ze op in de Moulin Rouge en ze haalde haar eerste successen in de Divan Japonais in 1891 met chansons van Xanrof en Aristide Bruant. Ze creëerde ook haar personage: ze was gekleed in een lange groene jurk met een diepe halsuitsnijding, ze droeg daarbij lange zwarte handschoenen en ze had rood haar. Toulouse Lautrec zal haar vereeuwigen in die outfit. Datzelfde jaar liet ze door Müssleck van de Concert Parisien, op haar kosten, 20.000 kleine affiches drukken met haar portret en als tekst: 
Yvette Guilbert. La diseuse fin de siècle. 
Le 5 octobre 1891 au Concert Parisien.— 
 Dit lanceerde haar carrière, ze werd door iedereen gevraagd, ze werd de ster van de cafés-concerts van die tijd.

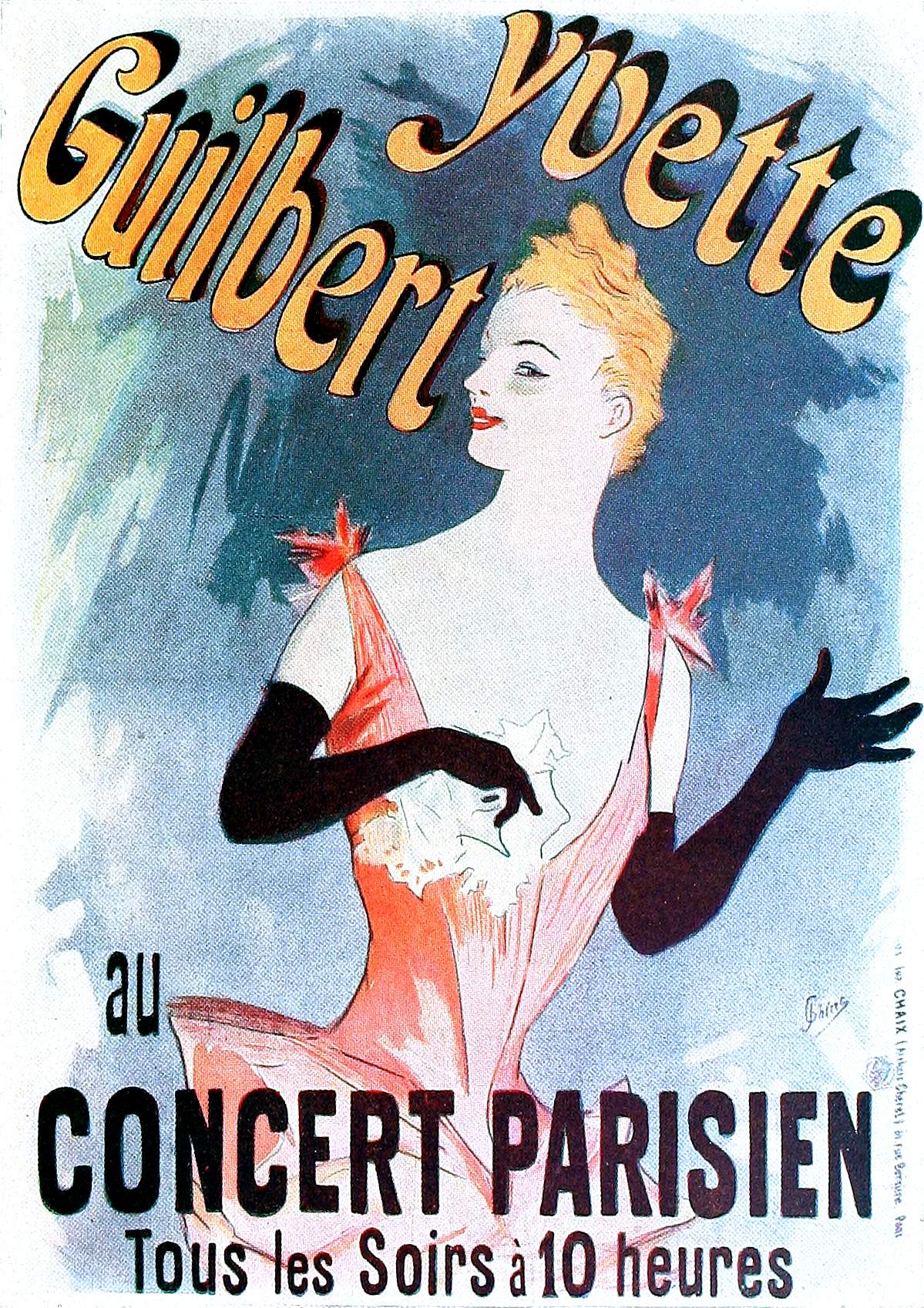
Yvette Guilbert, affiche voor haar optreden in de Concert Parisien.

### Hoogtepunt
Veertien maanden later moest Müssleck aan de artieste een bedrag van honderdduizend franc betalen die hij had ingehouden omdat ze in andere zalen was opgetreden, hoewel haar contract dat toeliet. Hij verloor het proces dat hierover was aangespannen en zo werd het voor Yvette mogelijk om op te treden waar ze maar wou. Ze trad daarna onder meer op in de Ambassadeurs en in de Scala. Tot in 1899 trad ze op doorheen gans Frankrijk maar na 1894 ook in Engeland, Oostenrijk, Duitsland en zelfs in de Verenigde Staten.
Ze hercreëert de liederen die ze zingt bij elke nieuwe uitvoering. Haar onnavolgbare allure, haar perfecte dictie, de voordracht en de bijhorende mimiek naast het zingen, maken van haar de beroemdste zangeres van de Belle Epoque. Op haar repertoire staan liederen van Aristide Bruant, Jules Jouy, Jean Lorrain, Paul Marinier en daarnaast de “chansons grivoises”, humoristische meestal seksueel getinte liederen.
Bij een optreden in de Eldorado in 1890 was Sigmund Freud aanwezig en hoorde haar Dites-moi si je suis belle op een melodie uit de 14e eeuw ten beste brengen. Hij was sterk onder de indruk van de “diseuse”, zelfs in die mate dat hij in zijn praktijk een portret van haar aan de muur hing naast dat van zijn vriendin de schrijfster Lou Andreas-Salomé. De twee onderhielden veertig jaar later, een tijd lang een gepassioneerde correspondentie.
In 1895 trad Yvette Guilbert in het huwelijk met Max Schiller een Duitse chemicus.

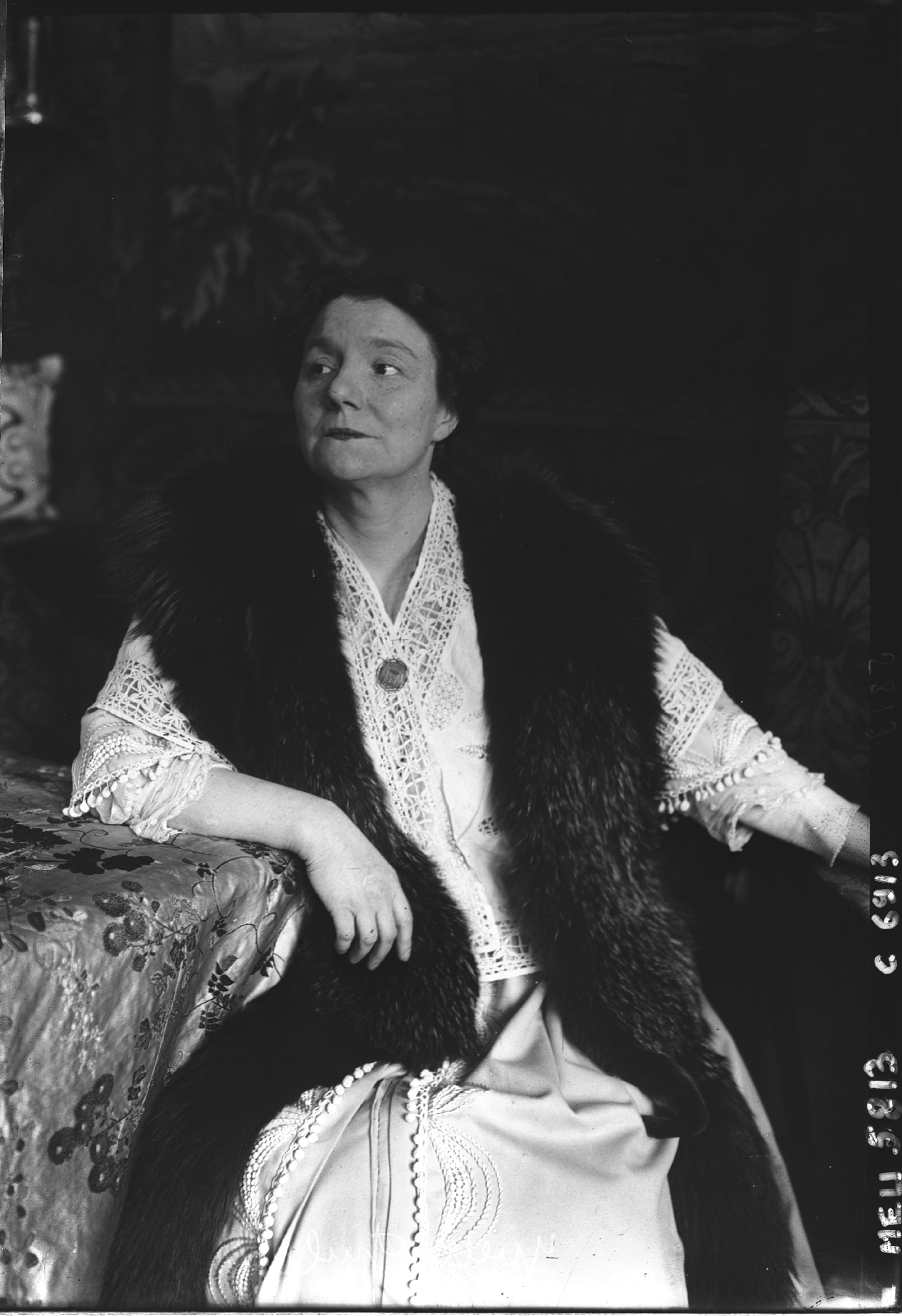
Yvette Guilbert, 1910.

### Latere carrière
In 1900 werd ze zwaar ziek en verdween van de scène, maar ze herstelde en vanaf 1904 was ze terug, maar met een totaal ander repertoire. Ze brengt een literair programma met liederen uit het Franse culturele patrimonium, gedichten van de grote schrijvers vanaf de middeleeuwen tot de 19e eeuw. Ze bracht bijvoorbeeld kerstliederen uit de 16e en 17e eeuw. Een groot gedeelte van het opzoekingwerk deed ze zelf, ze bracht zeer veel tijd door in de Parijse bibliotheken om in oude boeken en manuscripten geschikte teksten op te zoeken.
In 1906 trad ze op in Carnegie Hall in New York en vanaf 1913 in het Casino van Nice. Daarnaast werd ze nog gevraagd door alle grote zalen in de wereld. Ze opende een zangschool in Brussel, trad op in verscheidene films, regisseerde toneelstukken en werkte mee aan radio-uitzendingen. Daarnaast schreef ze nog enkele boeken, waarbij haar memoires, en een toneelstuk. Ze overleed in Aix-en-Provence begin 1944 en kreeg later haar laatste rustplaats op Père Lachaise in Parijs.

## Boeken
Hierbij een lijst van de werken van Yvette Guilbert.
- Comment on devient une étoile, monoloog, Paul Dupont éd., 1893.
- Les Demi-vieilles (novelle), Parijs, F. Juven, 1903
- L'art de chanter une chanson, Parijs, B. Grasset, 1928
- La vedette, Parijs, (novelle), Parijs, H. Simonis, 1902
- La chanson de ma vie, Parijs, B. Grasset, 1927
- La passante émerveillée, Parijs, B. Grasset, 1929
- Mes lettres d’amour, Parijs, Denoël et Steele, 1933
- L'Art de faire vivre une chanson..., 1927
- Autres temps, autres chants, Parijs, R. Laffont, 1945
- Les Cabotines ! Paroles et musique d’Yvette Guilbert, revues par L. Xanrof, Parijs, P. Dupont, 1893
- Chansons anciennes, Parijs, Max Eschig, 19..
- Chansons de la vieille France, Parijs, F. Juven, ca. 1907
- Chansons du moyen-âge à la Renaissance, arrangées et harmonisées par Gustave Ferrari, Mainz, B. Schott’s Söhne, 1911
- Chanteries du Moyen-âge. Quarante chansons recueillies et adaptées par Yvette Guilbert et harmonisées par Edmond Rickett. (twee volumes), Parijs, Heugel, 1926
- Légendes dorées avec leurs airs anciens, épisodes de la vie de Jésus, recueillies et reconstituées par Yvette Guilbert, des Bibles de noëls de Troyes, Melun, Nantes éditées au XVI, XVII, XVIII siècles. Harmonisations de Daniel Jeisler et Gustave Ferrari, Mainz, B. Schott’s Söhne, 1914
- Madame Chiffon, marchande de frivolités, comédie musicale, première in de Salle Pleyel, 1933.
- Les Amants légitimes, comédie-vaudeville in 3 bedrijven, datum onbekend
- Les Cent visages d'une comédienne, voordracht april 1926

## Discografie
Yvette Guilbert heeft chansons opgenomen gedurende bijna 40 jaar. Haar eerste opnames waren nog op cilinders voor een fonograaf. Er zijn ook talrijke opnames op grammofoonplaten. Voor een lijst van opnames kan men terecht op de website “Du temps des cerises ...” te vinden bij weblinks.

## Galerij
Yvette Guilbert door Toulouse Lautrec

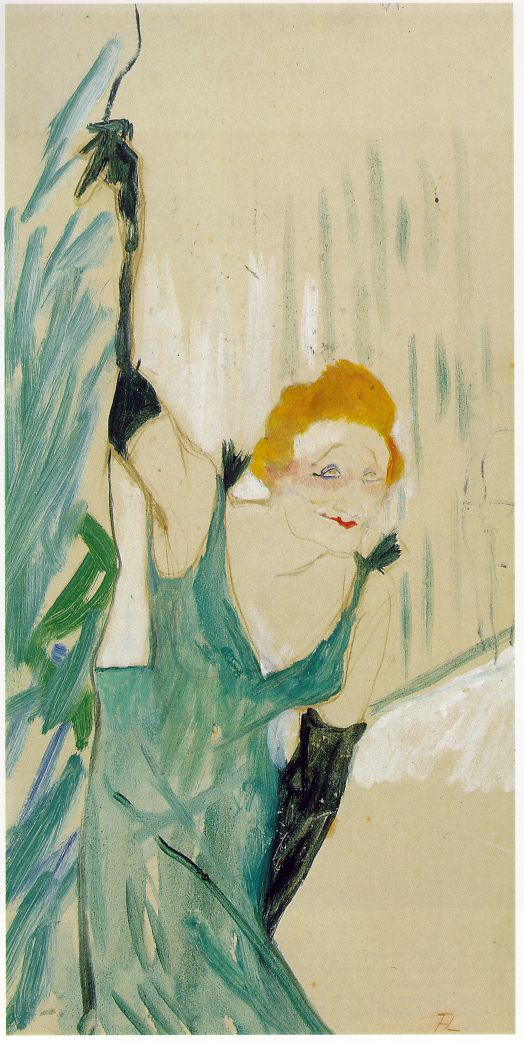
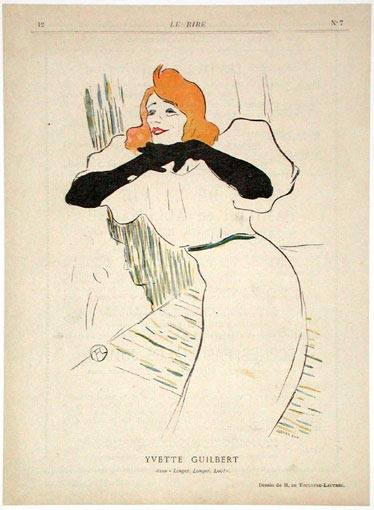
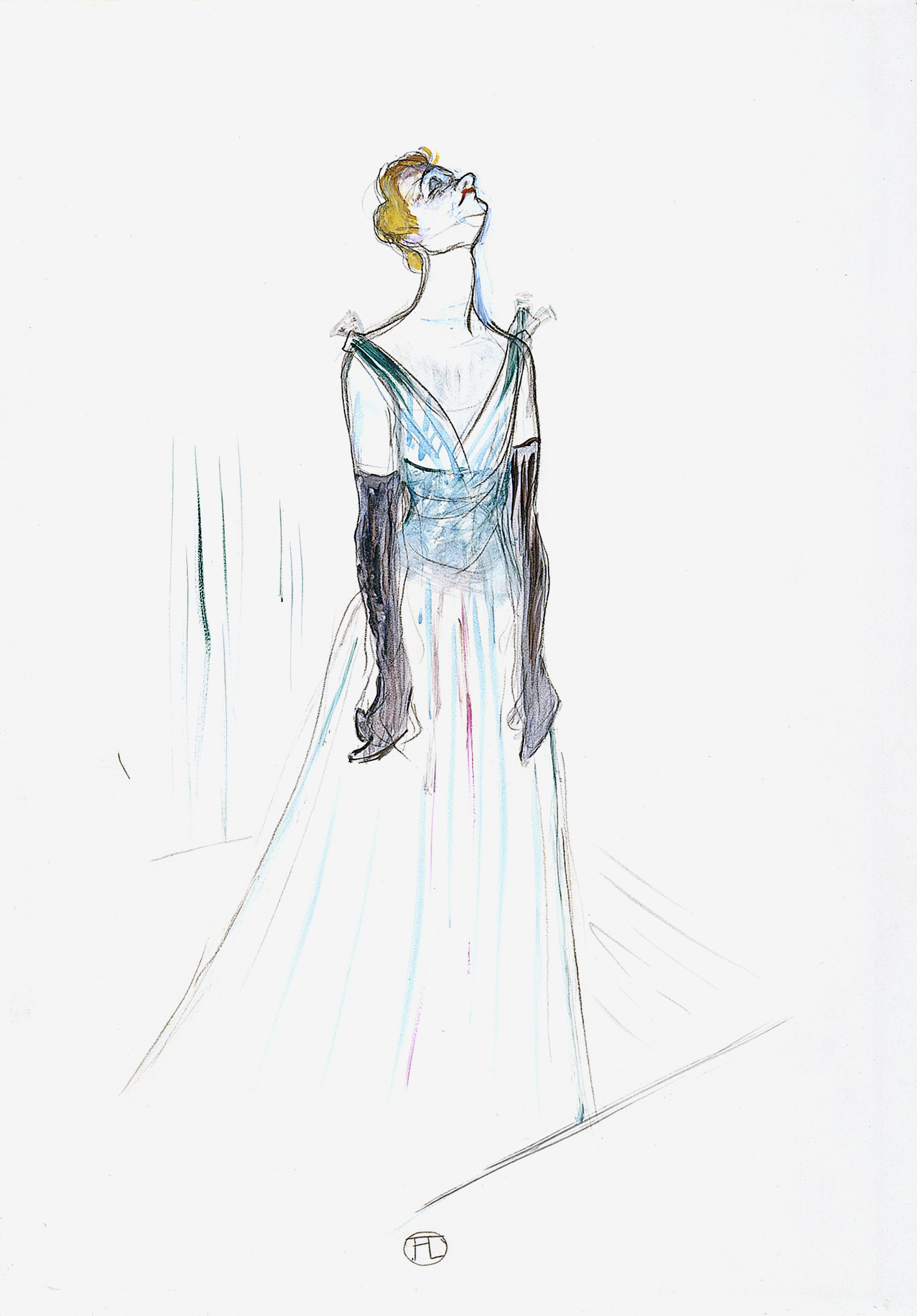
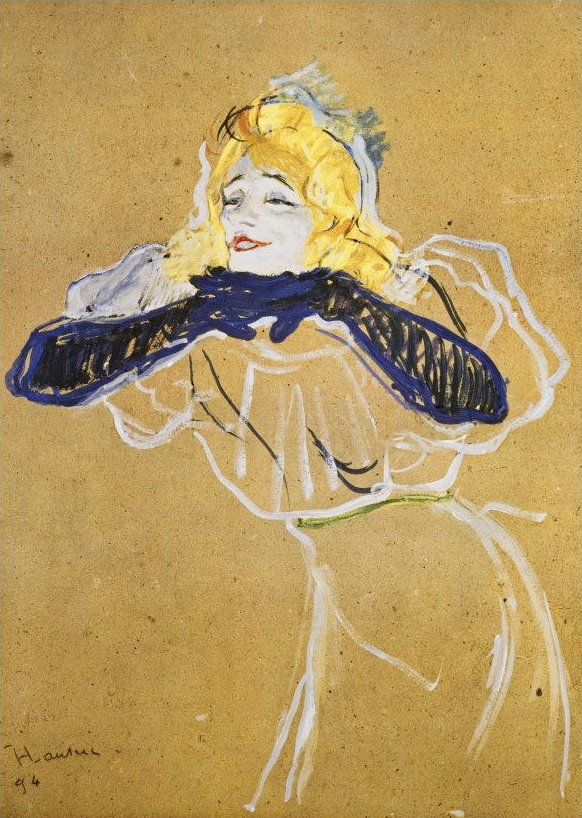

## Trivia
In 1991 werd een inslagkrater op de planeet Venus naar haar vernoemd.

## Weblinks
- (fr) Yvette Guilbert op « Du temps des cerises aux feuilles mortes ».
- (fr) Yvette Guilbert, Discographie op « Du temps des cerises aux feuilles mortes ».
- (fr) Yvette Guilbert, Mémoires et souvenirs op « Du temps des cerises aux feuilles mortes ».
- (fr) Yvette Guilbert, la fondatrice op « Le Hall de la chanson »

- Bibliothèque nationale de France: cb124093662 (data)
- CiNii: DA05271082
- Gemeinsame Normdatei: 118543466
- International Standard Name Identifier: 0000 0001 1798 2205
- Library of Congress Control Number: n85381186
- Base Léonore: 19800035/759/86185
- MusicBrainz: 38a5f44e-1a68-4b1b-8c8c-3d402589c06d
- Bibliotheek van het Japanse parlement: 00467687
- Nationale Bibliotheek van Tsjechië: jn19990002976
- Nationale bibliotheek van Australië: 35167396
- Nationale Bibliotheek van Israël: 987007262007705171
- Nationale Bibliotheek van Polen: a0000001684110
- Nederlandse Thesaurus van Auteursnamen: 094925542
- SNAC: w66t0r8n
- Système universitaire de documentation: 033203555
- Trove: 849290
- Virtual International Authority File: 100228404
- WorldCat: E39PBJgt4YrhDXkWdP3pfqpByd